# Lake Placid 4 - Capitolo finale
Lake Placid 4 - Capitolo finale (Lake Placid: The Final Chapter o Lake Placid 4: The Final Chapter) è un film per la televisione del 2012 diretto da Don Michael Paul, terzo sequel di Lake Placid e quarto film della saga. Il film è stato trasmesso censurato il 29 settembre 2012 su Syfy, mentre la versione integrale è stata pubblicata dalla Sony Pictures in DVD il 19 febbraio 2013. In Italia è stato trasmesso su Sky Cinema Max il 30 luglio 2013 dopo essere uscito in DVD il 27 marzo precedente.

## Trama
Sono passati sei mesi, ma ci sono ancora degli enormi coccodrilli nelle acque di Clear Lake o nei boschi vicini. La cittadina di Lake Placid decide quindi di costruire un recinto elettrificato attorno al lago, ma il guardiano del cancello lo lascia inavvertitamente aperto. Una squadra di nuoto non nota la recinzione e vi entra a bordo dell'autobus: lo sceriffo di Lake Placid e il costruttore e progettista del recinto, assieme a Reba, vanno a cercare il gruppo di ragazzi all'interno del recinto.

## Critica
Il film ha ricevuto critiche miste, in particolare dovute all'uso di una computer grafica povera e non realistica, e alle abilità contro natura dei coccodrilli, ma in generale è stato giudicato migliore dei precedenti due capitoli. Uno dei critici, David K., che ha dato al film quattro stelle e mezzo su cinque, ha detto "È davvero l'ultimo? Dal finale non si direbbe. Sono stato felice di vedere Robert Englund e alcuni membri del cast dei film precedenti! Gli effetti sono pessimi come nel secondo e nel terzo, ma la storia è buona". Marcie Frank, un'altra critica, ha affermato che il film l'ha coinvolta molto, mentre Scott Weinberg di FEARnet, ha detto di aver visto film con coccodrilli assassini peggiori.